# هنارس
هنارس نام آلبومی موسیقایی با ملودی پردازی و خوانندگی حسین رضا اسدی است که در سال ۱۳۹۷ منتشر گردید و اولین آلبوم موسیقیفولکلور می‌باشد که در ژانر موسیقی لکی تولید و روانه بازار شده‌است.

## شرح

### هنرمندان
تنظیم کننده آلبوم :مهدی مرتضایی
- تار: بهزاد رواقی
- آواز: حسین رضا اسدی
- کمانچه: همایون پشتدار
- سنتور: مهدی مرتضایی
- عود: علی رضا عقیقی
- بم تار: بهزاد رواقی
- دف: رضا دربندی
- دف: بابک پیمانی
- ویولا: مهرنوش مهرپویا
- سرنا: احسان عبدیپور
- تمبک: بابک پیمانی
- دف: رضا دربندی
- کمانچه آلتو: اشکان مرادی
- تنبور: محمد ذوالنوری
- ویولن سل: سالار غفار بجویی
- ترانه‌سرا: مرتضی خدایگان

### تک نوازان
- سرنا: احسان عبدیپور
- کمانچه: همایون پشتدار
- کمانچه آلتو: اشکان مرادی
- سنتور: مهدی مرتضایی

## فهرست آهنگ‌ها

### قطعات
- هنارس
- آمان گلیا
- میمنای
- هرنگ
- آواز گلارا
- پلامار
- چلسرو
- چله بر
- سار خس